# Austrolimnophila bulbulifera
Austrolimnophila bulbulifera är en tvåvingeart som beskrevs av Alexander 1948. Austrolimnophila bulbulifera ingår i släktet Austrolimnophila och familjen småharkrankar. Inga underarter finns listade i Catalogue of Life.